# Lohardaga (Distrikt)
Lohardaga ist ein Distrikt im indischen Bundesstaat Jharkhand. 
Die Fläche beträgt 1502 km². Verwaltungssitz ist die gleichnamige Stadt Lohardaga. 

## Geschichte
Der Distrikt gehört heute zum naxalitisch-kommunistisch beeinflussten „Roten Korridor“.

## Bevölkerung

### Übersicht
Die Einwohnerzahl lag bei 461.790 (2011). Die Bevölkerungswachstumsrate im Zeitraum von 2001 bis 2011 betrug 26,68 % und lag damit sehr hoch. Lohardaga hat ein Geschlechterverhältnis von 953 Frauen pro 1000 Männer und damit einen für Indien häufigen Männerüberschuss. Der Distrikt hatte 2011 eine Alphabetisierungsrate von 67,61 %, eine Steigerung um knapp 14 Prozentpunkte gegenüber dem Jahr 2001. Die Alphabetisierung liegt damit allerdings immer noch weit unter dem nationalen Durchschnitt. Knapp 24,3 % der Bevölkerung sind Hindus, ca. 20,6 % sind Muslime, ca. 3,6 % sind Christen und ca. 51,4 % gaben keine Religionszugehörigkeit an oder praktizierten andere Religionen. 18,7 % der Bevölkerung sind Kinder unter 6 Jahre.

### Bevölkerungsentwicklung
In den ersten Jahrzehnten des 20. Jahrhunderts wuchs die Bevölkerung im Gegensatz zu anderen Gebieten bereits stark an. Trotz Seuchen, Krankheiten und Hungersnöten. Seit der Unabhängigkeit Indiens hat sich die Bevölkerungszunahme beschleunigt. Während die Bevölkerung in der ersten Hälfte des 20. Jahrhunderts um rund 57 % zunahm, betrug das Wachstum zwischen 1961 und 2011 168 %. Die Bevölkerungszunahme zwischen 2001 und 2011 lag bei 26,68 % oder rund 97.000 Menschen. Die Entwicklung verdeutlichen folgende Tabellen:
| Jahr      | 1901   | 1911    | 1921    | 1931    | 1941    | 1951    | 1961    | 1971    | 1981    | 1991    |
| Einwohner | 95.816 | 111.925 | 107.681 | 126.456 | 135.192 | 150.184 | 172.363 | 201.422 | 229.786 | 288.886 |

### Bedeutende Orte
Im Distrikt gibt es nebst dem Hauptort Lohardaga mit 57.411 Einwohnern laut Volkszählung 2011 keine weiteren Orte, die als Städte (towns und census towns) gelten. Die Verstädterung ist daher gering. Denn nur 57.411 der 461.790 Einwohner oder 12,43 % leben in städtischen Gebieten. 

### Volksgruppen
In Indien teilt man die Bevölkerung in die drei Kategorien general population, scheduled castes und scheduled tribes ein. Die scheduled castes (anerkannte Kasten) mit (2011) 15.330 Menschen (3,32 Prozent der Distriktsbevölkerung) werden heutzutage Dalit genannt (früher auch abschätzig Unberührbare betitelt). Die scheduled tribes sind die anerkannten Stammesgemeinschaften mit (2011) 262.734 Menschen (56,89 Prozent der Distriktsbevölkerung), die sich selber als Adivasi bezeichnen. Zu ihnen gehören in Jharkhand 32 Volksgruppen. Lohardaga gehört zu denjenigen Bezirken, in denen die scheduled tribes die Mehrheit der Einwohnerschaft bilden. Mehr als 5000 Angehörige zählen die Oraon (208.967 Menschen oder 45,25 % der Distriktsbevölkerung), Lohra (13.842 Menschen oder 6,62 % der Distriktsbevölkerung), Mahli (10.385 Menschen oder 2,25 % der Distriktsbevölkerung), Munda (9824 Menschen oder 2,13 % der Distriktsbevölkerung), Kharwar (8340 Menschen oder 1,81 % der Distriktsbevölkerung) und Kisan (6315 Menschen oder 1,37 % der Distriktsbevölkerung).

### Bevölkerung des Distrikts nach Bekenntnissen
Der Distrikt Lohardaga ist religiös stark gemischt mit einer knappen Mehrheit der Einwohnerschaft, die ihren traditionellen Religionen (Sarnaismus) anhängt. Es gibt bedeutende Minderheiten von Hindus und Muslimen. Und zudem mit den Christen eine kleinere religiöse Minderheit.
Mit Ausnahme der Blocks Kuru (40,93 %) und Lohardaga (41,91 %) ist die Anhängerschaft der traditionellen Religionen mit Anteilen bis zu 78,30 % (Peshrar) die Mehrheitsreligion.
Die Muslime sind in allen Blocks stark vertreten mit Anteilen zwischen 5,72 % in Peshrar und 28,92 % in Kuru. Die Hindus sind mit Bevölkerungsanteilen zwischen 15,09 % im Block Bhandra und 30,50 % im Block Lohardaga überall eine bedeutende religiöse Minderheit.    
Die Christen sind im ganzen Distrikt zerstreut und haben ihre Hochburg im Block Kisko mit 5,01 % Bevölkerungsanteil. Die genaue religiöse Zusammensetzung der Bevölkerung zeigt folgende Tabelle:
| Jahr                                   | Buddhisten | Buddhisten | Christen | Christen | Hindus  | Hindus | Jainas | Jainas | Muslime | Muslime | Sikhs | Sikhs | Andere Religionen | Andere Religionen | keine Angaben | keine Angaben | Total   | Total    |
| Jahr                                   | Zahl       | %          | Zahl     | %        | Zahl    | %      | Zahl   | %      | Zahl    | %       | Zahl  | %     | Zahl              | %                 | Zahl          | %             | Zahl    | %        |
| -------------------------------------- | ---------- | ---------- | -------- | -------- | ------- | ------ | ------ | ------ | ------- | ------- | ----- | ----- | ----------------- | ----------------- | ------------- | ------------- | ------- | -------- |
| 2011                                   | 33         | 0,01       | 16.770   | 3,63     | 112.378 | 24,34  | 15     | 0,00   | 95.012  | 20,57   | 51    | 0,01  | 235.987           | 51,10             | 1544          | 0,33          | 461.790 | 100,00 % |
| Quelle: Ergebnis der Volkszählung 2011 |            |            |          |          |         |        |        |        |         |         |       |       |                   |                   |               |               |         |          |

## Bildung
Dank bedeutender Anstrengungen steigt die Alphabetisierung. Sie ist dennoch noch weit weg vom Ziel der kompletten Alphabetisierung. Typisch für indische Verhältnisse sind die starken Unterschiede zwischen Stadt und Land sowie den Geschlechtern. Fast neun von zehn Männern in den Städten können lesen und schreiben – aber nur knapp mehr als die Hälfte der Frauen auf dem Land. Seit der Gründung des Bundesstaats Jharkhand hat sich die Einschulungsrate deutlich erhöht. Mittlerweile gehen laut Angaben des Bundesstaats Jharkhand rund 95 % der Kinder im entsprechenden Alter in die Grundschule. Dies hat zu einem deutlichen Anstieg der Alphabetisierung zwischen 2001 und 2011 geführt.
| Alphabetisierung im Distrikt Lohardaga              |                   |                   |                   |                   |
| Einheit                                             | Volkszählung 2001 | Volkszählung 2001 | Volkszählung 2011 | Volkszählung 2011 |
| Einheit                                             | Anzahl            | Anteil            | Anzahl            | Anteil            |
| GESAMT                                              | 156.710           | 53,58 %           | 259.707           | 67,61 %           |
| Männer                                              | 99.218            | 67,28 %           | 149.568           | 77,41 %           |
| Frauen                                              | 57.492            | 39,64 %           | 110.139           | 57,69 %           |
| STADT GESAMT                                        | 32.504            | 82,90 %           | 42.303            | 85,37 %           |
| Stadt-Männer                                        | 18.008            | 88,76 %           | 22.715            | 89,80 %           |
| Stadt-Frauen                                        | 14.496            | 76,62 %           | 19.588            | 80,75 %           |
| LAND GESAMT                                         | 124.206           | 49,04 %           | 217.404           | 64,98 %           |
| Land-Männer                                         | 81.210            | 63,85 %           | 126.853           | 75,54 %           |
| Land-Frauen                                         | 42.996            | 34,09 %           | 90.551            | 54,33 %           |
| Quelle: Ergebnisse der Volkszählungen 2001 und 2011 |                   |                   |                   |                   |